# 박지양 (일진회)
박지양(朴之陽, ? ~ ?)은 대한제국 말기에 일진회와 자위단원호회 회원으로 활동했던 인물이다.

## 생애
1905년 송병준이 옛 독립협회 회원들을 끌어들여 결성한 뒤 이용구가 가담한 친일단체 일진회 지부총회의 평의원이 되었다. 이후 일진회의 군부조사국 위원장과 평의원, 탁지부조사국 위원장 등을 지내며 일진회가 한일 병합 조약 체결을 위해 벌인 합방청원운동에 참여했다.
을사조약 체결과 대한제국 군대 해산을 계기로 의병운동이 거세게 일어나 일진회원들을 공격하자 일진회는 의병 활동을 정찰하고 탄압하기 위해 1907년 자위단원호회를 조직했다. 박지양은 자위단원호회의 순회총부 서기를 맡았고, 순회총부장 이용구를 수행하여 지방을 순회했다. 1910년 한일 병합 후에 일진회가 해산되었을 때 일본 정부로부터 해산금 400원을 수령했다.

## 사후
- 2006년 친일반민족행위진상규명위원회가 발표한 친일반민족행위 106인 명단에 포함되었다. 2008년 발표된 민족문제연구소의 친일인명사전 수록예정자 명단에도 선정되었다.

## 같이 보기
- 일진회
- 자위단원호회

## 참고자료
- 친일반민족행위진상규명위원회 (2006년 12월). 〈박지양〉 (PDF). 《2006년도 조사보고서 II - 친일반민족행위결정이유서》. 서울. 666~671쪽쪽. 발간등록번호 11-1560010-0000002-10. 2007년 9월 26일에 원본 문서 (PDF)에서 보존된 문서. 2007년 8월 16일에 확인함.